# ロドス島の巨像

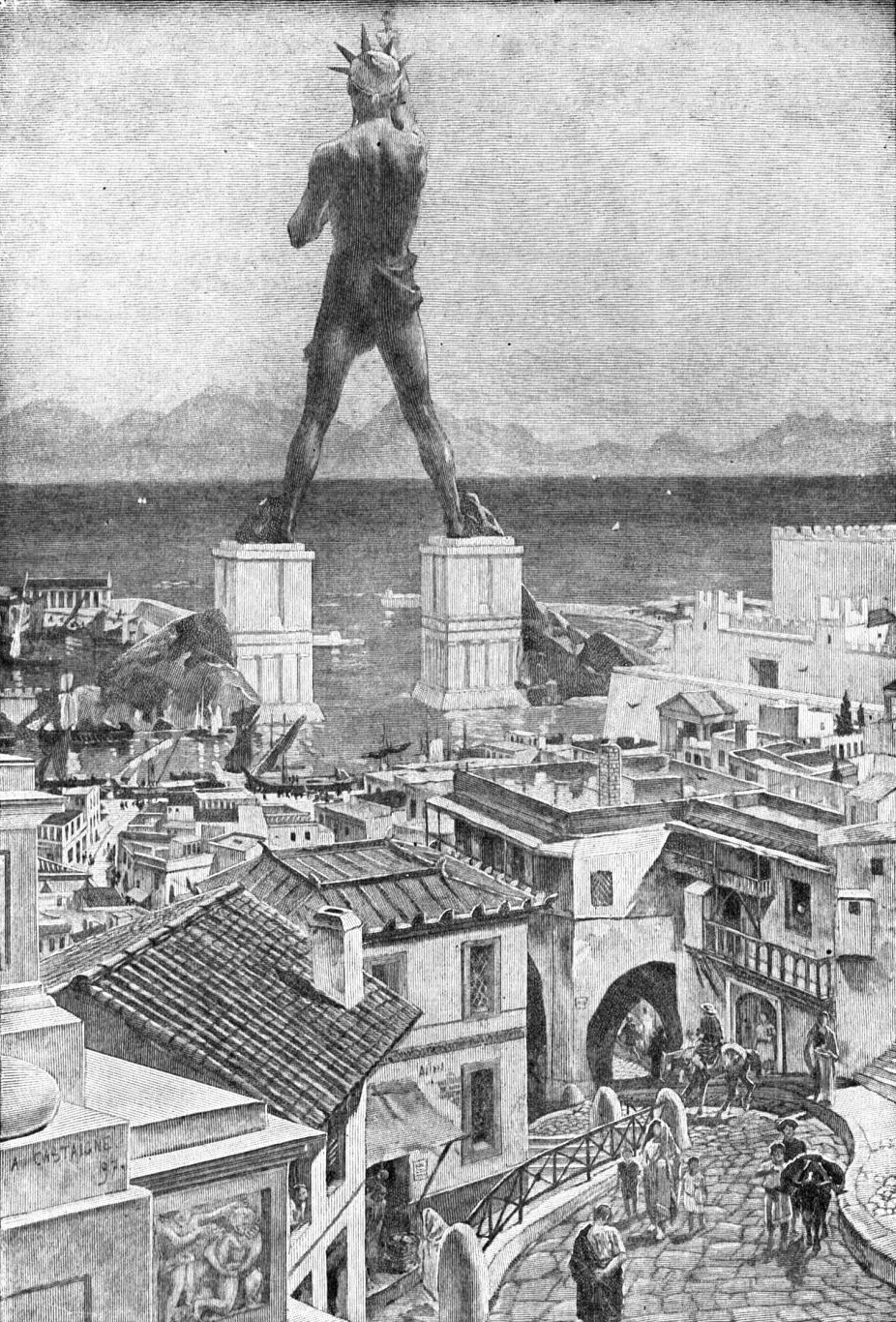
ロドスの巨像の想像図 (The Grolier Society's 1911 Book of Knowledge)

ロドス島の巨像（ロドスとうのきょぞう、Colossus of Rhodes）は、紀元前3世紀頃にリンドスのカレスによってエーゲ海南東部のロドス島に建造されたとされる、太陽神ヘーリオスをかたどった彫像（コロッソス）。世界の七不思議の一つ。
現在まで実在を示す遺構などはないものの、一般的に知られているのは、全長は34メートル。台座まで含めると約50メートルになり、現代のニューヨークの自由の女神像に匹敵する大きさであった。ヘーリオスは同じ太陽神のソルやアポロン（ローマ名アポロ）と混同されたため、アポロの巨像とも呼ばれる。
日本での表記には様々あり、ヘーリオスの巨像、ロドスの巨像や、ロドス島が「ロードス島」と表記されることもしばしばであることから（ロドス島#名称参照）、ロードスの巨像、ロードス島の巨像などとも表記される。また、1961年製作のイタリア映画の邦題では「ロード島の要塞」と題された。

## 建造に至る経緯
紀元前323年、アレクサンドロス3世が死亡。彼には後継者が存在しなかったため、マケドニア帝国は有力な将軍たちによって分裂し、ディアドコイ戦争に突入した。この戦争において、ロドスはエジプトを領するプトレマイオス1世に協力した。
プトレマイオスの対抗者であるアンティゴノス1世は、紀元前305年、息子のデメトリオスに40,000の軍を率いさせてロドスへ派遣した。城壁で囲まれたロドスの防備は固く、デメトリオスは攻城塔を作って接近しようとした。まず、6隻の船に攻城塔を搭載して送り出したが、嵐のために接近できなかった。デメトリオスは、ヘレポリス (Helepolis) と名づけたさらに大型の攻城塔を建設し、これを陸上からロドスへ送り込んだ。しかし、城内から出撃したロドスの守備隊が、城壁に到達する前にヘレポリスを阻止した。紀元前304年、プトレマイオスの派遣した軍隊がロドスに到着、デメトリオスは大いに慌て、急いで軍を引き揚げさせた。あまりにも急な撤収だったため、多くの装備が置き去りにされていた。なお、デメトリオスはロドスの征服には失敗したが、他の都市を多く包囲、陥落させたため、ポリオルケテス (Poliorcetes、ポリス攻囲者) と呼ばれた。

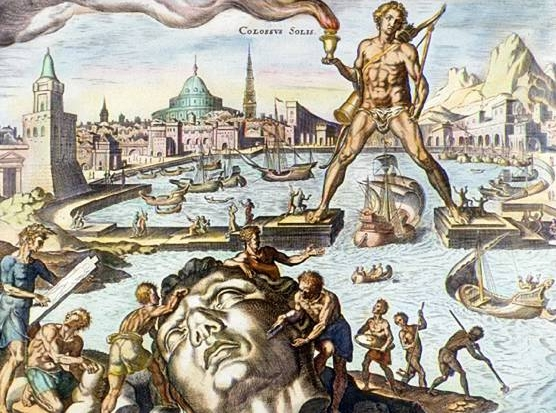
16世紀の画家Martin Heemskerckによる想像図

ロドスの人々はこの勝利を祝い、太陽神ヘーリオスへの感謝の証として彫像を作ることとした。建造の指揮はリンドスのカレスに任された。彼は20メートルを超えるゼウス像を建造したリュシッポスの弟子だった。また、かつて大彫像の制作に関わったことのあるロードスの住民も協力した。
古代の記述に拠れば、ロドスの巨像は以下のようなものだった。まず、ロドスの港の入り口付近に、高さ15メートル （50フィート）の大理石製の台座を設置した。その台座の上に鉄製の骨組みを作り、さらに薄い青銅板で外装を覆った。外装はデメトリオス軍の遺棄した武器や攻城塔を鋳潰したものが使われた。建造には盛り土の傾斜路を利用し、組み立てが進むにつれて、傾斜路の高さを調節して対応していたと考えられている。彫像自体の高さは34メートル（110フィート）、台座を含めると約50メートルに達した。巨像が完成したのは着工から12年後の紀元前284年であった。

## 地震による倒壊
58年後の紀元前226年にロドスで地震が発生、巨像は膝から折れて倒壊した。プトレマイオス3世は再建のための資金提供を申し出たが、ロドスの住民は神に似せた彫像を作ったことが、神の怒りに触れたのだろうと考え、再建を拒否した。巨像は800年間にわたってそのまま放置され、その間に残骸を見物するために多くの人が訪れた。大プリニウスの記述に拠れば、巨像の脱落した親指に腕を回せるものはわずかしかおらず、また指だけでもほとんどの彫像より大きかったという。
654年、ムアーウィヤの軍がロドスを征服した。テオファネス（en）の記述に拠れば、この時巨像の残骸はエデッサの商人に売却されたという。商人は彫像を破壊して青銅のスクラップにし、900頭のラクダの背に積んで持ち去った。彼らはイスラム教徒であり、巨像のような偶像崇拝を忌んでいた。

## 伝説
こうしてロドス島の巨像は残骸すら消失したため、後世の人間はその姿を想像するしかなく、その過程で多くの誤解や伝説が生まれた。その最たるものは、巨像は港口をまたぐ姿勢をとっていたというものである。この場合は港口の防波堤の両端に台座を設置していたことになる。しかし、現在の研究では、港口をまたぐ姿勢は全長が大きくなりすぎ、耐久性も弱くなるため当時の技術では不可能と考えられている。
また、巨像は手に器を持っており、中には煮えた油や鉛が満たされ、港に不法に侵入してくる船があれば内部のからくりで容器が傾き、油や鉛を船目掛けて注ぎ落としたとするものもある。
シェイクスピアは「ジュリアス・シーザー」の中で、カッシウスにこの伝説に基づいた以下のような台詞を言わせている。

“Why man, he doth bestride the narrow world

Like a Colossus, and we petty men

Walk under his huge legs and peep about

To find ourselves dishonourable graves.”

ねえ、足下、彼奴はまるで 巨漢のように世界を狹しと蹈みはだかって居るのに、 我々小人どもは、 其巨きな脚の間に跼蹐って、 みじめな墓場を搜さうと覗いてゐる。

（坪内逍遥訳　『ヂュリヤス・シーザー』第一幕 第二場より）

また、エマ・ラザラスは、ニューヨークの自由の女神像の台座部分内部の内壁に設置されたブロンズ製銘板に浮き彫りにされている「The New Colossus」という詩の中で、ロドスの巨像と自由の女神像を対比している。この詩もまた伝説に基づき、巨像が港口をまたいだ姿で描写している。

“Not like the brazen giant of Greek fame,

With conquering limbs astride from land to land”

地と地を跨ぐ征服の脚を持つ、

名高きギリシャの真鍮の巨像とは異なり

## 再建問題
巨像の再建に関する議論は以前から存在する。再建がなればロドスの観光事業に大きな影響を与えることが予想されるが、そのために必要な費用は高額であり、1970年代から何度かこの提案が持ち上がったが、そのたびに資金不足を理由に断念している。